# Табасаранская письменность
Табасара́нская пи́сьменность — письменность, используемая для записи табасаранского языка. За время своего существования функционировала на разных графических основах и неоднократно реформировалась. В настоящее время табасаранская письменность функционирует на кириллице. В истории табасаранской письменности выделяются следующие этапы:
- до начала XX века — спорадическое использование письменности на основе арабского алфавита
- 1932—1938 годы — письменность на латинской основе
- с 1938 года — современная письменность на основе кириллицы

## Ранние алфавиты

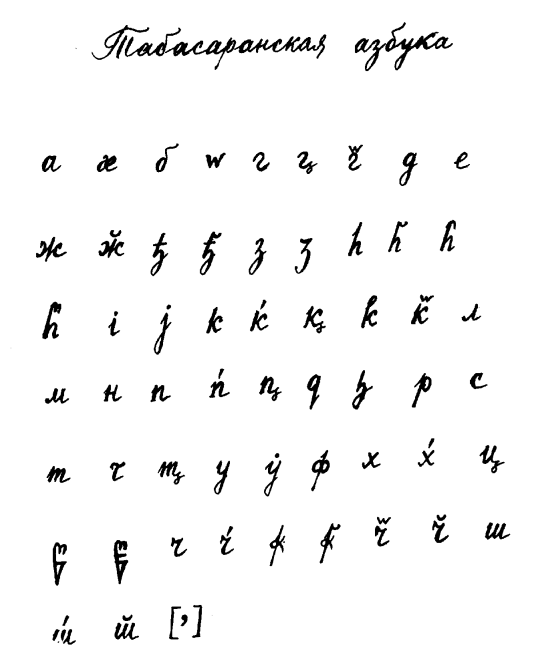
Табасаранский алфавит, составленный П. К. Усларом

До революции 1917 года у табасаранцев имела некоторое распространение письменность на арабской графической основе. Арабское письмо, частично приспособленное к особенностям фонетики дагестанских языков, получило название «аджам». Известен ряд рукописей XVII—XIX веков, написанных на табасаранском языке с применением аджама (религиозные тексты, записи песен, хронологические списки). К старейшим памятникам табасаранской письменности относится книга религиозного содержания, написанная Хасаном ибн Рабаданом аз-Зирдаги в 1614 году. Однако адажмская письменность не получила широкого распространения у табасаранцев и язык до 1930-х годов по сути оставался бесписьменным.
В 1860-е годы этнограф и лингвист П. К. Услар составил алфавиты для ряда языков народов Кавказа (аварского, лакского, чеченского и др.). Алфавиты Услара базировались на кириллице с добавлением нескольких латинских и грузинских букв. В начале 1870-х годов Услар разработал азбуку и для табасаранского языка, но смерть автора в 1875 году оставила работу неопубликованной, а алфавит так и не получил практического применения.

## Латиница
В 1923 году на конференции мусульманских народов в Пятигорске был поднят вопрос о переходе дагестанских языков на латинский алфавит. Однако тогда этот вопрос был признан преждевременным. Вновь он был поднят в 1926 году. В феврале 1928 года 2-й объединённый пленум обкома и Совнаркома Дагестанской АССР поставил задачу разработать латинизированные алфавиты для народов республики, в том числе и для табасаранцев. В 1931 году табасаранский алфавит был составлен и утверждён, а в 1932 году на нём вышла первая книга.
Первоначально табасаранский алфавит не имел заглавных букв и выглядел так: a, b, c, cc, cь, ç, çь, d, e, ә, f, g, ƣ, h, i, j, k, kk, ⱪ, l, m, n, u, p, pp, , q, ꝗ, r, s, s̷, s̷s̷, ş, şь, t, tt, t̨, y, v, x, ҳ, ӿ, z, ⱬ, zz, ƶ, ƶƶ, ƶь, '.
Вскоре табасаранский алфавит был реформирован (в частности, введены буквы O o и Ⱬ̵ ⱬ̵), кроме того были введены заглавные буквы. В результате реформы алфавит стал выглядеть так:
| A a | B b | C c | Cь cь | Ç ç | Çь çь | D d | E e   | Ә ә | F f   | G g |
| Ƣ ƣ | H h | I i | J j   | K k | Ⱪ ⱪ   | L l | M m   | N n | O o   | P p |
|     | Q q | Ꝗ ꝗ | R r   | S s | S̷ s̷   | Ş ş | Şь şь | T t |       | U u |
| V v | X x | Ҳ ҳ | Ӿ ӿ   | Y y | Z z   | Ⱬ ⱬ | Ƶ ƶ   | Ⱬ̵ ⱬ̵ | Ƶь ƶь | '   |

Табасаранский латинизированный алфавит функционировал до 1938 года.

## Кириллица
В конце 1930-х годов в СССР начался процесс перевода письменностей на кириллицу. В ходе этого процесса 5 января 1938 года бюро Дагестанского обкома ВКП(б) постановило перевести на кириллицу и алфавиты народов Дагестана. 8 февраля это решение было утверждено ЦК Дагестанской АССР. 16 февраля новый табасаранский алфавит был опубликован в газете «Дагестанская правда». Он имел следующий вид: А а, Б б, В в, Г г, Гъ гъ, ГӀ гӀ, Д д, Джв джв, Е е, Ж ж, Жв жв, З з, И и, Й й, К к, Къ къ, Кь кь, КӀ кӀ, Л л, М м, Н н, О о, П п, ПӀ пӀ, Р р, С с, Т т, ТӀ тӀ, У у, УӀ уӀ, Ф ф, Х х, Хъ хъ, Хь хь, Ц ц, ЦӀ цӀ, Ч ч, Чв чв, ЧӀ чӀ, ЧӀв чӀв, Ш ш, Шв шв, Щ щ, Ъ ъ, Ы ы, Ь ь, Э э, Ю ю, Я я. Авторами кириллического алфавита были Т. Шалбузов и Э. Ханмагомедов.
Позднее в табасаранский алфавит кириллический неоднократно вносились изменения. Так, из алфавита были исключены буквы ГӀ гӀ, Джв джв, УӀ уӀ, ЧӀв чӀв, но добавлены Аь аь, Гь гь, Ё ё, Жъ жъ, Уь уь, Чъ чъ, Ӏ. В 1950-е — начале 1960-х годов алфавит выглядел так: А а, Аь аь, Б б, В в, Г г, Гъ гъ, Гь гь, Д д, Е е, Ё ё, Ж ж, Жъ жъ, Жв жв, З з, И и, Й й, К к, Къ къ, Кь кь, КӀ кӀ, Л л, М м, Н н, О о, П п, ПӀ пӀ, Р р, С с, Т т, ТӀ тӀ, У у, Уь уь, Ф ф, Х х, Хъ хъ, Хь хь, Ц ц, ЦӀ цӀ, Ч ч, Чв чв, Чъ чъ, ЧӀ чӀ, Ш ш, Шв шв, Щ щ, Ъ ъ, Ы ы, Ь ь, Э э, Ю ю, Я я, Ӏ.
Позднее в табасаранский алфавит был внесён ещё ряд изменений — исключены буквы Жъ жъ, Жв жв, Чв чв, Чъ чъ, Шв шв. В результате всех изменений табасаранский алфавит сейчас выглядит так:
| А а | Аь аь | Б б | В в   | Г г   | Гъ гъ | Гь гь | Д д | Е е   | Ё ё   | Ж ж | З з   |
| И и | Й й   | К к | Къ къ | Кь кь | КӀ кӀ | Л л   | М м | Н н   | О о   | П п | ПӀ пӀ |
| Р р | С с   | Т т | ТӀ тӀ | У у   | Уь уь | Ф ф   | Х х | Хъ хъ | Хь хь | Ц ц | ЦӀ цӀ |
| Ч ч | ЧӀ чӀ | Ш ш | Щ щ   | ъ     | ы     | ь     | Э э | Ю ю   | Я я   | Ӏ   | '     |

Буква Аь аь обозначает широкий негубной гласный переднего ряда, Гъ гъ — увулярный звонкий спирант, Гь гь — ларингальный глухой /h/, Къ къ — увулярный смычный придыхательный /к/, Кь кь — увулярный смычно-гортанный /к/, КӀ кӀ — смычно-гортанный, ПӀ пӀ — смычно-гортанный /п/, ТӀ тӀ — смычно-гортанный /т/, Уь уь — узкий губной переднего ряда, Хъ хъ — увулярная глухая придыхательная аффриката /х/, Хь хь — среднеязычный глухой спирант, ЦӀ цӀ — смычно-гортанный свистящий /ц/, ЧӀ чӀ — смычно-гортанная шипящая дорсальная аффриката /ч/, ъ — гортанная смычка (кроме заимствований из русского языка).

## Таблица соответствия алфавитов
Ниже представлена таблица соответствия кириллического и латинского алфавитов табасаранского языка, а также системы транслитерации.
| Кириллица            | Кириллица                   | Латиница         | Транслитерация | Транслитерация | Транслитерация | Транслитерация   |
| Современная (с 1938) | по П. К. Услару (1860—1875) | СССР (1931—1938) | ISO 9 (1995)   | ALA-LC (1997)  | TITUS (2001)   | KNAB (1993—2003) |
| -------------------- | --------------------------- | ---------------- | -------------- | -------------- | -------------- | ---------------- |
| А а                  | А а                         | A a              | A a            | A a            | A a            | A a              |
| Аь аь                | Ӕ ӕ                         | Ә ә              | A′ a′          | A′ a′          | A̱ a̱            | Ä ä              |
| Б б                  | Б б                         | B b              | B b            | B b            | B b            | B b              |
| В в                  | В в                         | V v              | V v            | V v            | V v            | V v, W w         |
| Г г                  | Г г, Гꙻ гꙻ                    | G g              | G g            | G g            | G g, Ɣ ɣ       | G g              |
| гв                   | —                           | —                | gv             | gv             | g°             | gw               |
| Гъ гъ                | Ӷ ӷ                         | Ƣ ƣ              | G″ g″          | G″ g″          | Ġ ġ            | Ǧ ǧ              |
| гъв                  | —                           | —                | g″v            | g″v            | ġ°             | ǧw               |
| Гь гь                | Һ һ                         | H h              | G′ g′          | G′ g′          | H h            | H h              |
| Д д                  | Д д                         | D d              | D d            | D d            | D d            | D d              |
| Дж дж                | Ђ ђ                         | Ⱬ̵ ⱬ̵              | —              | —              | —              | —                |
| Джв джв              | Ђ̆ ђ̆                         | Ⱬь ⱬ̵ь            | —              | —              | —              | —                |
| Е е                  | Е е                         | E e, Je je       | E e            | E e            | E e            | E e, Je je       |
| Ё ё                  | —                           | —                | Ë ë            | Ë ë            | —              | Jo jo, Ë ë       |
| Ж ж                  | Ж ж                         | Ž ž              | Ƶ ƶ            | Zh zh          | Ž ž, Ǯ ǯ       | Ž ž              |
| Жв жв                | Ӂ ӂ                         | Ƶь ƶь            | —              | —              | —              | —                |
| З з                  | З з, Ӡ ӡ                    | Z z              | Z z            | Z z            | Z z, Ʒ ʒ       | Z z              |
| И и                  | І і                         | I i              | I i            | I i            | I i            | I i              |
| Й й                  | Ј ј                         | J j              | J j            | Ĭ ĭ            | J j            | J j              |
| К к                  | Ќ ќ                         | K k              | K k            | K k            | K k            | K k              |
| кв                   | —                           | —                | kv             | kv             | k°             | kw               |
| Кк кк                | К к                         | Kk kk            | K k            | K k            | K̄ k̄            | K k              |
| ккв                  | —                           | —                | kkv            | kkv            | k̄°             | kkw              |
| Къ къ                | Кꙻ кꙻ                         | Q q              | K″ k″          | K″ k″          | Q̄ q̄            | Q q, Qq qq       |
| къв                  | —                           | —                | k″v            | k″v            | q̄°             | qw               |
| Кь кь                | Ԛ ԛ                         | Ꝗ ꝗ              | Q′ q′          | Q′ q′          | Q̇ q̇            | Q̇ q̇              |
| кьв                  | —                           | —                | k′v            | k′v            | q̇°             | q̇w               |
| КӀ кӀ                | Қ қ                         | Ⱪ ⱪ              | Kǂ kǂ          | Kḣ kḣ          | Ḳ ḳ            | Ķ ķ              |
| кӀв                  | —                           | —                | kǂv            | kḣv            | ḳ°             | ķw               |
| Л л                  | Л л                         | L l              | L l            | L l            | L l            | L l              |
| М м                  | М м                         | M m              | M m            | M m            | M m            | M m              |
| Н н                  | Н н                         | N n              | N n            | N n            | N n            | N n              |
| О о                  | —                           | O o              | O o            | O o            | —              | O o              |
| П п                  | П п                         | P p              | P p            | P p            | P p            | P p              |
| Пп пп                | П́ п́                         | Pp pp            | Pp pp          | Pp pp          | P̄ p̄            | Pp pp            |
| ПӀ пӀ                | Ԥ ԥ                         | Ҏ ҏ              | Pǂ pǂ          | Pḣ pḣ          | Ṗ ṗ            | Ṗ ṗ              |
| Р р                  | Р р                         | R r              | R r            | R r            | R r            | R r              |
| С с                  | С с                         | S s              | S s            | S s            | S s            | S s              |
| Т т                  | Т т                         | T t              | T t            | T t            | T t            | T t              |
| Тт тт                | Ԏ ԏ                         | Tt tt            | Tt tt          | Tt tt          | T̄ t̄            | Tt tt            |
| ТӀ тӀ                | Ꚍ ꚍ                         | T̨ t̨              | Tǂ tǂ          | Tḣ tḣ          | Ṭ ṭ            | Ţ ţ              |
| У у                  | У у                         | U u              | U u            | U u            | U u            | U u              |
| Уь уь                | У̇ у̇                         | Y y              | U′ u′          | U′ u′          | U̱ u̱ (Ü ü)      | Ü ü              |
| Ф ф                  | Ф ф                         | F f              | F f            | F f            | F f            | F f              |
| Х х                  | Х х                         | X x              | H h            | Kh kh          | Ꭓ ꭓ            | X x              |
| хв                   | —                           | —                | hv             | khv            | ꭓ°             | xw               |
| Хъ хъ                | К k                         | Ӿ ӿ              | H″ h″          | Kh″ kh″        | Q q            | Qh qh, Q q       |
| хъв                  | —                           | —                | h″v            | kh″v           | q°             | qhw              |
| Хь хь                | Һ꙼ һ꙼                         | Ҳ ҳ              | H′ h′          | Kh′ kh′        | X x            | Ẍ ẍ, X̌ x̌         |
| Ц ц                  | Წ̶ წ̶                         | Ꞩ ꞩ              | C c            | T͡s t͡s          | C c            | C c              |
| Цц цц                | Ц ц                         | Ꞩꞩ ꞩꞩ            | Cc cc          | T͡st͡s t͡st͡s      | C̄ c̄            | Cc cc            |
| ЦӀ цӀ                | Წ წ                         | Ⱬ ⱬ              | Cǂ cǂ          | T͡sḣ t͡sḣ        | C̣ c̣            | Ç ç              |
| Ч ч                  | Ч ч                         | C c              | Č č            | Ch ch          | Č č            | Č č              |
| Чч чч                | Ч́ ч́                         | Cc cc            | Čč čč          | Chch chch      | Č̄ č̄            | Čč čč            |
| Чв чв                | Чꙻ чꙻ                         | —                | Čv čv          | Chv chv        | Č° č°          | Čv čv            |
| Ччв ччв              | Ч̆ ч̆                         | Ccь ссь          | —              | —              | —              | —                |
| Чъ чъ                | —                           | —                | Č″ č″          | Ch″ ch″        | Č̣° č̣°          | Ć ć              |
| ЧӀ чӀ                | Ჭ ჭ                         | Ç ç              | Čǂ čǂ          | Chḣ chḣ        | Č̣ č̣            | Ç̌ ç̌              |
| ЧӀв чӀв              | Ჭ̆ ჭ̆                         | —                | Čǂv čǂv        | Chḣ′ chḣ′      | —              | Ḉ ḉ              |
| Ш ш                  | Ш ш                         | Ş ş              | Š š            | Sh sh          | Š š            | Š š              |
| Шв шв                | Ш̆ ш̆                         | Şь şь            | Šv šv          | Shv shv        | Š° š°          | Šw šw            |
| Шь шь                | —                           | —                | Š′ š′          | Sh′ sh′        | —              | Ś ś              |
| Щ щ                  | —                           | Şc şc            | Ŝ ŝ            | Shch shch      | —              | Šč šč            |
| Ъ ъ                  | ʼ                           | —                | ″              | ″              | ʼ              | X̧ x̧, ″           |
| Ы ы                  | —                           | —                | Y y            | Y y            | —              | Y y              |
| Ь ь                  | —                           | —                | ′              | ′              | —              | ʼ                |
| Э э                  | Е е                         | E e              | È è            | Ė ė            | E e            | È è, E e         |
| Ю ю                  | —                           | Ju ju, Y y       | Û û            | I͡u i͡u          | —              | Ju ju, Ü ü       |
| Я я                  | —                           | Ja ja, Ә ә       | Â â            | I͡a i͡a          | —              | Ja ja, Ä ä       |